# کلروزوم
کلروزوم یا سَبزتَن یک مجموعه برداشت نور فتوسنتزی است که در باکتری‌های گوگردی سبز (GSB) و برخی فتوتروف‌های فیلامونوس غیر اکسیژن‌زا سبز (FAP) (Chloroflexaceae و Oscillochloridaceae؛ هر دو از اعضای کلروفلکسی) یافت می‌شود. آن‌ها با اندازهٔ بزرگ خود و نداشتن ماتریس پروتئینی پشتیبانی‌کننده از رنگدانه‌های فتوسنتزی، از دیگر مجموعه‌های برداشت نوری متفاوتند. باکتری‌های گوگردی سبز گروهی از جانداران هستند که به‌طور کلی در محیط‌هایی با نور بسیار کم مانند عمق ۱۰۰ متری دریای سیاه زندگی می‌کنند. توانایی جذب انرژی نور و رساندن سریع آن به مکان مورد نیاز برای این باکتری‌ها ضروری است، برخی از آن‌ها هر روز فقط چند فوتون نور در سبزینه می‌بینند. برای رسیدن به این هدف، باکتری‌ها حاوی ساختارهای کلروزومی هستند که حداکثر ۲۵۰٬۰۰۰ مولکول سبزینه دارند. کلروزوم‌ها اجسام بیضی‌شکل هستند که در GSB طول آن‌ها از ۱۰۰ تا ۲۰۰ نانومتر، عرض ۵۰ تا ۱۰۰ نانومتر و ارتفاع ۱۵ تا ۳۰ نانومتر متغیر است، در FAP کلروزوم‌ها تا حدودی کوچکتر هستند.

## ساختار
شکل کلروزوم‌ها می‌تواند میان گونه‌ها گوناگون باشد، برخی از گونه‌ها کلروزوم‌های بیضی‌شکل و برخی دیگر کلروزوم‌های مخروطی یا نامنظم دارند. در درون باکتری‌های گوگردی سبز، کلروزوم‌ها از طریق پروتئین‌های FMO و یک صفحه پایه کلروزوم متشکل از پروتئین‌های CsmA به مراکز واکنش نوع I در غشای یاخته متصل می‌شوند. فتوتروف‌های فیلامونوس غیر اکسیژن‌زا از راسته کلروفلکسی فاقد مجموعه FMO هستند، اما در عوض از یک مجموعه پروتئینی به نام B۸۰۸–۸۶۶ استفاده می‌کنند. بر خلاف پروتئین‌های FMO موجود در باکتری‌های گوگردی سبز، پروتئین‌های B۸۰۸–۸۶۶ در غشای سیتوپلاسمی جای گرفته‌اند و مراکز واکنش نوع II را فرا گرفته‌اند و ارتباط میان مراکز واکنش و صفحهٔ پایه را فراهم می‌کنند.
ترکیب کلروزوم‌ها بیشتر باکتریوکلروفیل (BChl) با مقادیر کمی کاروتنوئید و کینون است که با تک‌لایه‌ای از گالاکتولیپید احاطه شده‌اند. در کلروبی، تک لایه‌های کلروزوم می‌توانند تا یازده پروتئین گوناگون داشته باشند. پروتئین‌های کلروبی پروتئین‌هایی هستند که در حال حاضر از نظر ساختار و عملکرد بهتر درک می‌شوند.
در داخل کلروزوم، هزاران مولکول رنگدانه باکتریوکلروفیل توانایی این را دارند که خود به خود در کنار هم جمع شوند و فاقد مجتمع‌های داربستی پروتئینی برای جمع شدن هستند. این رنگدانه‌ها به خودی خود در ساختارهای لایه‌ای با عرض ۱۰ تا ۳۰ نانومتر جمع می‌شوند.

## سامانه‌های رنگدانه‌ای گیرنده نور
باکتریوکلروفیل و کاروتنوئیدها دو مولکول گیرنده انرژی نور هستند. مدل‌های کنونی سامانهٔ باکتریوکلروفیل و کاروتنوئیدها (اجزای اصلی)، آن‌ها را درون کلروزوم در یک سامانه لاملا قرار داده‌اند که در آنجا دم‌های بلند فارنسول باکتریوکلروفیل با کاروتنوئیدها و یکدیگر در هم آمیخته می‌شوند و ساختاری شبیه چندلایه لیپیدی ایجاد می‌کنند.
اخیراً، مطالعه دیگری سامانهٔ مولکول‌های باکتریوکلروفیل در باکتری‌های گوگرد سبز را مشخص کرده‌است. از آنجا که مطالعه آن‌ها بسیار دشوار بوده‌است، کلروزوم‌های موجود در باکتری‌های گوگردی سبز آخرین دسته از مجموعه‌های گیرنده نور هستند که توسط دانشمندان از نظر ساختاری مشخص می‌شوند. هر کلروزوم سامانه منحصر به فردی دارد و این گوناگونی سبب شده بود که دانشمندان نتوانند از بلورنگاری پرتوی ایکس برای توصیف ساختار درونی استفاده کنند. برای حل این مشکل، گروه از ترکیبی از رویکردهای تجربی گوناگون استفاده کردند. تکنیک‌های ژنتیکی برای ایجاد یک باکتری جهش‌یافته با ساختار درونی یکنواخت‌تر، میکروسکوپ الکترونی کرایو برای شناسایی محدودیت‌های فاصله بزرگتر برای کلروزوم، طیف‌سنجی رزونانس مغناطیسی هسته‌ای حالت جامد (NMR) برای تعیین ساختار مولکول‌های سبزینهٔ کلروزوم و مدل‌سازی مولکولی برای گردآوری همه قطعه‌ها و ایجاد تصویر نهایی از کلروزوم.
برای ساخت یک باکتری گوگردی سبز جهش‌یافته، سه ژن که در دوره‌های پایانی فرگشت آن‌ها ایجاد شده‌بود را غیرفعال کردند. به این ترتیب می‌توان با پسروی در زمان تکاملی به حالتی میانه دست پیدا کرد که کلروزوم‌های یکنواخت‌تری نسبت به گونهٔ طبیعی دارد. کلروزوم‌ها از باکتری‌های جهش‌یافته و طبیعی جدا شدند. برای تهیه تصویر از کلروزوم‌ها از میکروسکوپ الکترونی کرایو استفاده شد. تصاویر نشان می‌دهند که مولکول‌های سبزینه درون کلروزوم‌ها نانولوله‌ای‌شکل هستند. سپس گروه با استفاده از MAS طیف‌سنجی تشدید مغناطیسی هسته‌ای آرایش میکروسکوپی سبزینه درون کلروزوم را حل کرد. با محدودیت‌های فاصله و تجزیه و تحلیل جریان حلقه DFT مشخص شد که این سامانه متشکل از پشته‌سازی مونومر ضد سین منحصر به فردی است. ترکیب رزونانس مغناطیسی هسته‌ای، میکروسکوپ الکترونی کرایو و مدل‌سازی دانشمندان را توانا ساخت که مولکول‌های سبزینه موجود در باکتری‌های گوگردی سبز را به صورت پیچه مرتب کنند. در باکتری‌های جهش‌یافته، مولکول‌های کلروفیل در یک زاویه نزدیک به ۹۰ درجه نسبت به محور طولانی نانولوله‌ها قرار می‌گیرند، در حالی که زاویه در گونهٔ طبیعی شیب کمتری دارد. چارچوب ساختاری می‌تواند برای بهبود کارکرد گیرندگی نور زیستی، بی‌نظمی را در خود جای دهد، که این بدان معنی است که ساختار کم نظم کارکرد بهتری دارد.

## منبع جایگزین انرژی
برهم‌کنش‌هایی که منجر به ساخت کلروفیل‌ها در کلروزوم می‌شوند نسبتاً ساده هستند و ممکن است روزی برای ساخت سامانه‌های فتوسنتز مصنوعی که انرژی خورشید را به برق یا زیست‌سوخت تبدیل کنند، مورد استفاده قرار گیرد.

## فهرست گونه‌های باکتری دارای کلروزوم
- کلروبیاسه
  - کلروبیوم لیمیکولا
  - کلروبیوم فئوباکتریوئیدس
  - کلروبیوم فئوویبریوئیدس
  - کلروبیوم ویبریوفرم
  - کلروبیوم تپیتوم
  - پلودیکتیون لوتولوم
  - Prostecochloris aestuarii
- Chloroflexaceae
  - Chloroflexus aurantiacus
  - Chloroflexus aggregans
  - Chloronema giganteum
- Oscillochloridaceae
  - Oscillochloris trichoides
- Acidobacteriaceae
  - کلروسیدوباکتریوم ترموفیلوم[۷]